# UNCAF Nations Cup 2007
The UNCAF Nations Cup 2007 was de 9de editie van de UNCAF Nations Cup, het voetbaltoernooi dat gehouden wordt voor leden van de UNCAF. De eerste 5 landen plaatsen zich voor de CONCACAF Gold Cup van 2009. Het toernooi zou worden gehouden in San Salvador, El Salvador. Costa Rica won het toernooi door in de finale Panama te verslaan na strafschoppen.

## Deelnemende landen
Alle zeven UNCAF leden namen deel.
| Groep A     | Groep A | Groep A                              | Groep B    | Groep B | Groep B                                |
| Land        | Aantal  | Beste resultaat                      | Land       | Aantal  | Beste resultaat                        |
| ----------- | ------- | ------------------------------------ | ---------- | ------- | -------------------------------------- |
| Belize      | 5e      | groepsfase (1995, 1999, 2001, 2005)  | Costa Rica | 9e      | Winnaar (1991, 1997, 1999, 2003, 2005) |
| El Salvador | 9e      | Derde (1991, 1995, 1997, 2001, 2003) | Honduras   | 9e      | Winnaar (1993, 1995)                   |
| Guatemala   | 8e      | Winnaar (2001)                       | Panama     | 7e      | Derde (1993)                           |
| Nicaragua   | 6e      | groepsfase (1997, 1999, 2001, 2005)  |            |         |                                        |

## Stadion
| San Salvador                         | · San Salvador |
| Estadio Cuscatlán Capaciteit: 53.400 | · San Salvador |
|                                      | · San Salvador |

## Groepsfase
| Betekenis van de kleuren                   |
| ------------------------------------------ |
| Geplaatst voor Knockoutfase                |
| Geplaatst voor wedstrijd Om vijfde plaats* |

*De wedstrijd om de vijfde plaats is van belang omdat de winnaar zich, net als de nummers 1 tot en met 4, plaatst voor de CONCACAF Gold Cup 2007

### Groep A
| Team        | Ptn | GS | W | G | V | DV | DT | DS |
| ----------- | --- | -- | - | - | - | -- | -- | -- |
| El Salvador | 7   | 3  | 2 | 1 | 0 | 4  | 2  | +2 |
| Guatemala   | 7   | 3  | 2 | 1 | 0 | 2  | 0  | +2 |
| Nicaragua   | 3   | 3  | 1 | 0 | 2 | 5  | 5  | 0  |
| Belize      | 0   | 3  | 0 | 0 | 3 | 3  | 7  | –4 |

|                                    |                     |       |           |                                                            |
| 8 februari 2007 «onderlinge duels» | Guatemala           | 1 – 0 | Nicaragua | Estadio Cuscatlán San Salvador Scheidsrechter: Jose Pineda |
| 8 februari 2007 «onderlinge duels» | Carlos Quiñónez 29' |       |           | Estadio Cuscatlán San Salvador Scheidsrechter: Jose Pineda |

|                                    |                                      |       |                     |                                                               |
| 8 februari 2007 «onderlinge duels» | El Salvador                          | 2 – 1 | Belize              | Estadio Cuscatlán San Salvador Scheidsrechter: Walter Quesada |
| 8 februari 2007 «onderlinge duels» | Juan Díaz 25' Eliseo Quintanilla 55' |       | Deris Benavides 64' | Estadio Cuscatlán San Salvador Scheidsrechter: Walter Quesada |

|                                     |        |                    |           |                                                                           |
| 10 februari 2007 «onderlinge duels» | Belize | 0 – 1              | Guatemala | Estadio Cuscatlán San Salvador, El Salvador Scheidsrechter: Rolando Vidal |
| 10 februari 2007 «onderlinge duels» |        | Gustavo Cabrera 8' |           | Estadio Cuscatlán San Salvador, El Salvador Scheidsrechter: Rolando Vidal |

|                                     |                            |       |                   |                                                                 |
| 10 februari 2007 «onderlinge duels» | El Salvador                | 2 – 1 | Nicaragua         | Estadio Cuscatlán San Salvador Scheidsrechter: Germán Arredondo |
| 10 februari 2007 «onderlinge duels» | Eliseo Quintanilla 16' 65' |       | Samuel Wilson 53' | Estadio Cuscatlán San Salvador Scheidsrechter: Germán Arredondo |

|                                     |                                              |       |                       |                                                               |
| 12 februari 2007 «onderlinge duels» | Nicaragua                                    | 4 – 2 | Belize                | Estadio Cuscatlán San Salvador Scheidsrechter: Walter Quesada |
| 12 februari 2007 «onderlinge duels» | Emilio Palacios 12' 20' 68' Milton Busto 28' |       | Deon McCauley 25' 34' | Estadio Cuscatlán San Salvador Scheidsrechter: Walter Quesada |

|                                     |             |       |           |                                                                 |
| 12 februari 2007 «onderlinge duels» | El Salvador | 0 – 0 | Guatemala | Estadio Cuscatlán San Salvador Scheidsrechter: Benito Archundia |
| 12 februari 2007 «onderlinge duels» |             |       |           | Estadio Cuscatlán San Salvador Scheidsrechter: Benito Archundia |

### Groep B
| Team       | Ptn | GS | W | G | V | DV | DT | DS |
| ---------- | --- | -- | - | - | - | -- | -- | -- |
| Panama     | 4   | 2  | 1 | 1 | 0 | 2  | 1  | +1 |
| Costa Rica | 3   | 2  | 1 | 0 | 1 | 3  | 2  | +1 |
| Honduras   | 1   | 2  | 0 | 1 | 1 | 2  | 4  | –2 |

|                                    |                                              |       |                   |                                                                 |
| 9 februari 2007 «onderlinge duels» | Costa Rica                                   | 3 – 1 | Honduras          | Estadio Cuscatlán San Salvador Scheidsrechter: Benito Archundia |
| 9 februari 2007 «onderlinge duels» | Rolando Fonseca 4' 70' Leonardo González 46' |       | Emil Martínez 58' | Estadio Cuscatlán San Salvador Scheidsrechter: Benito Archundia |

|                                     |                           |       |                   |                                                             |
| 11 februari 2007 «onderlinge duels» | Honduras                  | 1 – 1 | Panama            | Estadio Cuscatlán San Salvador Scheidsrechter: Joel Aguilar |
| 11 februari 2007 «onderlinge duels» | Ubaldo Guardia 26' (e.d.) |       | Carlos Rivera 80' | Estadio Cuscatlán San Salvador Scheidsrechter: Joel Aguilar |

|                                     |                    |       |            |                                                              |
| 13 februari 2007 «onderlinge duels» | Panama             | 1 – 0 | Costa Rica | Estadio Cuscatlán San Salvador Scheidsrechter: Carlos Batres |
| 13 februari 2007 «onderlinge duels» | Alberto Blanco 87' |       |            | Estadio Cuscatlán San Salvador Scheidsrechter: Carlos Batres |

## Knockoutfase
|  | halve finale               | halve finale               |       |                            | finale                     | finale |
|  |                            |                            |       |                            |                            |        |
|  | 16 februari – San Salvador |                            |       |                            |                            |        |
|  | Panama                     | 2                          |       |                            |                            |        |
|  | Guatemala                  | 0                          |       |                            |                            |        |
|  |                            |                            |       |                            |                            |        |
|  |                            |                            |       |                            | 18 februari – San Salvador |        |
|  |                            |                            |       |                            | Panama                     | 1 (1)  |
|  |                            | Costa Rica                 | 1 (4) |                            |                            |        |
|  |                            |                            |       |                            |                            |        |
|  |                            |                            |       |                            | derde plaats               |        |
|  | 16 februari – San Salvador | 16 februari – San Salvador |       | 18 februari – San Salvador | 18 februari – San Salvador |        |
|  | El Salvador                | 0                          |       | Guatemala                  | 1                          |        |
|  | Costa Rica                 | 2                          |       |                            | El Salvador                | 0      |

### Om vijfde plaats
|                                     |                   |       | |                                                                               |
| 15 februari 2007 «onderlinge duels» | Nicaragua         | 1 – 9 | Honduras                                                                                            | Estadio Cuscatlán San Salvador Toeschouwers: n/a Scheidsrechter: Joel Aguilar |
| 15 februari 2007 «onderlinge duels» | Samuel Wilson 31' |       | Jairo Martinez 3' Wilmer Velasquez 6' 27' 37' 39' (pen.) Saul Martinez 68' 80' 84' Carlos Mejía 78' | Estadio Cuscatlán San Salvador Toeschouwers: n/a Scheidsrechter: Joel Aguilar |

Honduras plaatst zich, net als de 4 landen in de halve finale, voor de CONCACAF Gold Cup 2007.

### Halve finale
|                                     |                                                |       |           |                                                                 |
| 16 februari 2007 «onderlinge duels» | Panama                                         | 2 – 0 | Guatemala | Estadio Cuscatlán San Salvador Scheidsrechter: German Arredondo |
| 16 februari 2007 «onderlinge duels» | Ricardo Phillips 50' Felipe Baloy 90+2' (pen.) |       |           | Estadio Cuscatlán San Salvador Scheidsrechter: German Arredondo |

|                                     |             |                                        |            |                                                                 |
| 16 februari 2007 «onderlinge duels» | El Salvador | 0 – 2                                  | Costa Rica | Estadio Cuscatlán San Salvador Scheidsrechter: Benito Archundia |
| 16 februari 2007 «onderlinge duels» |             | 11' Harold Wallace 13' Rolando Fonseca |            | Estadio Cuscatlán San Salvador Scheidsrechter: Benito Archundia |

### Troostfinale
|                                     |                       |       |             |                                                               |
| 18 februari 2007 «onderlinge duels» | Guatemala             | 1 – 0 | El Salvador | Estadio Cuscatlán San Salvador Scheidsrechter: Walter Quesada |
| 18 februari 2007 «onderlinge duels» | Claudio Albizuris 82' |       |             | Estadio Cuscatlán San Salvador Scheidsrechter: Walter Quesada |

### Finale
|                                     |                                             |       |                                                                   |                                                 |
| 18 februari 2007 «onderlinge duels» | Panama                                      | 1 – 1 | Costa Rica                                                        | Estadio Cuscatlán Scheidsrechter: Carlos Batres |
| 18 februari 2007 «onderlinge duels» | Luis Tejada 36'                             |       | 85' Kurt Bernard                                                  | Estadio Cuscatlán Scheidsrechter: Carlos Batres |
| 18 februari 2007 «onderlinge duels» | Strafschoppen                               |       |                                                                   | Estadio Cuscatlán Scheidsrechter: Carlos Batres |
| 18 februari 2007 «onderlinge duels» | Felipe Baloy Victor Herrera Rolando Escobar | 1 – 4 | Walter Centeno Rolando Fonseca Carlos Hernández Michael Barrantes | Estadio Cuscatlán Scheidsrechter: Carlos Batres |

| Kampioen UNCAF Nations Cup 2007 |
| ------------------------------- |
|                                 |
| COSTA RICA 6e titel             |

## Doelpuntenmakers
4 doelpunten
- Wilmer Velasquez

3 doelpunten
- Eliseo Quintanilla
- Emilio Palacios
- Saul Martinez
- Rolando Fonseca

2 doelpunten
- Deon Mccauley
- Samuel Wilson

1 doelpunt
- Leonardo González
- Harold Wallace
- Kurt Bernard
- Juan Alberto Diaz
- Claudio Albizuris

- Gustavo Cabrera
- Milton Bustas
- Emil Martinez
- Carlos Will Mejia
- Alberto Blanco

- Luis Tejada
- Ricardo Phillips
- Felipe Baloy
- Carlos Rivera

Eigen doelpunt
- Ubaldo Guardia (Tegen Honduras)